# Шталаг 369
Шталаг 369 или Oflag XIIIA (нем. Stalag 369, Oflag XIIIA) — бывший нацистский лагерь для военнопленных рядового и младшего офицерского состава сухопутных войск французской, бельгийской и голландской армий, который действовал во время Второй мировой войны в южном части Кракова на границе современных районов VIII Дембники и IX Лагевники-Борек-Фаленцкий и находился в пределах современных краковских улиц Завила, Скосная и Живецкая.
Концентрационный лагерь был построен в апреле 1942 года на пустыре между историческими краковскими районами Кобежин и Борек-Фаленцкий и начал действовать 5 июня 1942 года. Концентрационный лагерь был предназначен для размещения в нём военнопленных общей численность около пяти тысяч человек. За время его существования через лагерь прошло около 17 тысяч человек. Погибшие военнопленные хоронились в нескольких ста метров на восток от лагеря на территории приходского кладбища. Лагерь был ликвидирован в сентябре 1944 года. После войны останки погибших были эксгумированы и захоронены у себя на родине.
Местные жители помогали военнопленным. За помощь заключённым один из организаторов этой помощи Ян Харасымович был награждён французским правительством Орденом почётного легиона. Ян Харасымович был также инициатором создания памятника, посвящённого заключённым в Шталаге 369, который был открыт на месте лагеря в 1966 году. Сегодня этот памятник находится в сквере имени генерала Голля.
В Шталаге 369 Кобежин находился в заключении известный французский карикатурист Жан Морен, который, находясь в лагере, писал зарисовки о положении военнопленных. После освобождения он издал свои графические рисунки в форме книги под названием «Gross-Hesepe Stalag 6C, Kobierzyn Stalag 369. Pologne. Stalags de Refractaires. 50 Dessins de Jean Morin. Souvenirs de Captivite 1940—1945» в издательстве «Grenouilleau-Landais et les Fils».
Другим известным заключённым лагеря был французский писатель Франс Амбрьер, который издал повесть-автобиографию под названием "Les Grandes Vacances, 1939—1945№ о своём пребывании в лагере, которая была издана в 1946 году.